# VdB 2
vdB 2 (nota anche come Ced 1) è una piccola nebulosa diffusa, visibile nella costellazione di Cassiopea.
Si individua al confine con la costellazione di Cefeo, circa 1,5 gradi a sudest del complesso nebuloso di NGC 7822; viene illuminata da una stella di decima magnitudine, la stella bianco-azzurra di sequenza principale HIP 1077, posta all'interno del Braccio di Orione in direzione dell'estremità orientale del Complesso di Cefeo. La nebulosa riflette la luce azzurra della stella, assumendo essa stessa un colore bluastro; le regioni circostanti mostrano evidenti segni di oscuramento ad opera di polveri non illuminate. SI ritiene che la sua distanza sia pari a 1100 parsec (circa 3590 anni luce).